# Walton Walker

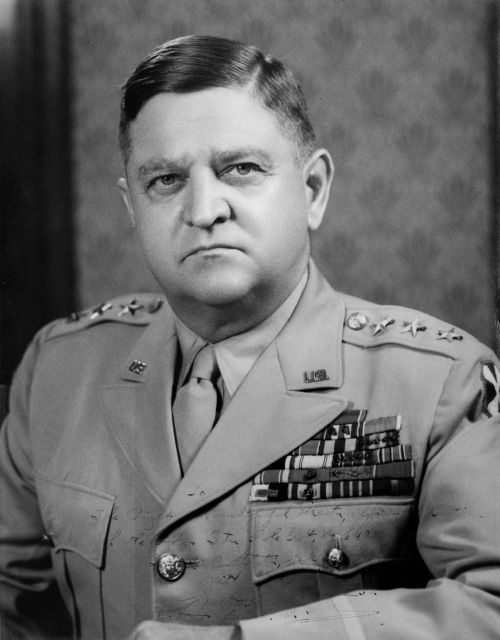
Walton H. Walker

Walton Harris Walker (* 3. Dezember 1889 in Belton, Texas; † 23. Dezember 1950 bei Seoul) war ein US-amerikanischer Armeeoffizier im Ersten und Zweiten Weltkrieg und erster Kommandeur der 8. US-Armee im Koreakrieg zuletzt im Range eines Generals.

## Leben

### Kindheit, Ausbildung, Erster Weltkrieg
Walker, geboren in Belton, Texas schloss die Offiziersausbildung in West Point 1912 ab. Aus dieser Zeit stammt sein Spitzname „Johnnie“ nach seinem Lieblingsscotch, Johnnie Walker (zugleich eine Anspielung auf seinen Nachnamen). Als Leutnant diente er bei der Veracruz-Expedition unter Brigadegeneral Frederick Funston. An der Grenze zwischen den Vereinigten Staaten und Mexiko begann 1916 seine Freundschaft mit Dwight D. Eisenhower.
Im Ersten Weltkrieg kämpfte Walker in Frankreich in der 5th Infantry Division (die so genannten Roten Teufel). Dabei wurde er für seine Tapferkeit mit dem Silver Star ausgezeichnet.

### Zweiter Weltkrieg
Im Zweiten Weltkrieg diente Walker anfänglich im Generalstab und erhielt Anfang 1942 den Befehl über die 3rd Armored Division, bevor er im September des gleichen Jahres zum kommandierenden General des XX Corps in George Pattons 3. Armee ernannt wurde. Nach deren Landung in Frankreich befehligte er das Korps während Pattons raschem Vorstoß durch Frankreich, der Schlacht um Metz und den Kämpfen in Saar-Mosel-Dreieck. Im April befreiten Truppen unter Walkers Befehl das KZ Buchenwald. Am 8. Mai 1945 nahm er im österreichischen Kremsmünster die Kapitulation der slowakischen Regierung entgegen. Als 3-Sterne-General (Generalleutnant) diente er am Ende des Kriegs als einer der von Patton am meisten geschätzten Offiziere.

### Koreakrieg und Tod
Nach dem Kriegsende wurde er zunächst Kommandeur der 5. US-Armee in Chicago und 1948 der 8. US-Armee im besetzten Japan.
Kurz nach Beginn der nordkoreanischen Invasion in Südkorea, Juni 1950, sollte die schlecht ausgebildete und ausgerüstete 8. US-Armee die Eindringlinge über den 38. Breitengrad zurückschlagen. Erschwerend kam MacArthurs Befehl aus Tokio hinzu, keinen Inch zurückzuweichen. Bevor nennenswerte amerikanische Verstärkungen in Korea eintreffen konnten, hatten die Nordkoreaner die Grenzverteidigungen überrannt und Seoul erobert. Walker erhielt danach zusätzlich den Befehl über die Truppen Südkoreas, wurde aber, unter anderem wegen einer mangelhaften Befehlsstruktur und der Unerfahrenheit seiner Kommandeure, schließlich auf einen Brückenkopf um Busan zurückgedrängt. Erst durch MacArthurs Landung mit starken Verbänden bei Incheon im September wendete sich die Lage. Im Rahmen der ersten UN-Gegenoffensive überschritt die 8. Armee die Grenze nach Nordkorea und rückte weiter nach Norden vor, was zum Eingreifen Chinas in Form der Entsendung einer „Freiwilligenarmee“ im Oktober führte.
Vor der nun einsetzenden chinesisch-nordkoreanischen Gegenoffensive musste sich Walker nach Pjöngjang zurückziehen und räumte dieses später, um südlich des 38. Breitengrads eine neue Verteidigungsstellung zu beziehen.
Walker starb während einer Inspektionsfahrt bei einem Unfall seines Jeep mit einem zivilen Lkw nördlich von Seoul am 23. Dezember 1950. Er wurde auf dem Nationalfriedhof Arlington in den USA beerdigt. Den Befehl über die 8. Armee übernahm General Matthew B. Ridgway, der im April 1951 MacArthur als US-Befehlshaber in Fernost ablöste.
Walkers Sohn Sam S. Walker, der im Koreakrieg als Offizier diente, wurde später ebenfalls bis zum General befördert.

## Auszeichnungen
Auswahl der Dekorationen, sortiert in Anlehnung der Order of Precedence of Military Awards:
- Distinguished Service Cross (2 ×)
- Army Distinguished Service Medal (2 ×)
- Silver Star (3 ×)
- Legion of Merit
- Distinguished Flying Cross (2 ×)
- Bronze Star
- Air Medal (14 ×)

Außerdem wurden nach ihm benannt:
- der US-Panzer M41 Walker Bulldog
- eine Straße in Dallas

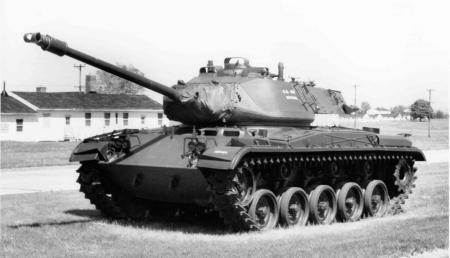
Der M41-Panzer, nach Walker benannt

- das Hotel General Walker (vormals Pension Moritz bzw. Platterhof) des Erholungszentrums der US-Streitkräfte in Berchtesgaden (inzwischen weitgehend abgebrochen)

Südkorea ehrte Walker durch die Benennung eines Hügels am nordöstlichen Stadtrand nach ihm. „Walker Hill“ ist heute ein Top-Freizeitzentrum mit Eissporthallen, Vergnügungsparks und mehreren Luxus-Hotels, darunter eines der besten Hotels in Seoul, des Walker Hill Sheraton.